# Trịnh Khả
Trịnh Khả (Chữ Hán: 鄭可, 1403 – 1451) là chính khách, nhà quân sự, tể tướng Đại Việt thời Lê sơ. Ông được xem là một trong những công thần khai quốc của hoàng triều Lê.